# Prasadampadu
Prasadampadu es una ciudad censal situada en el distrito de Krishna  en el estado de Andhra Pradesh (India). Su población es de 13941 habitantes (2011). Se encuentra a 40 km de Guntur y a 4 km de Vijayawada. 

## Demografía
Según el censo de 2011 la población de Prasadampadu era de 13941 habitantes, de los cuales 7051 eran hombres y 6890 eran mujeres. Prasadampadu tiene una tasa media de alfabetización del 80,73%, superior a la media estatal del 67,02%: la alfabetización masculina es del 83,83%, y la alfabetización femenina del 77,55%.